# 발트제뮐러 지도

발트제뮐러가 1507년에 제작한 벽 지도인 세계 지도 (Universalis Cosmographia)는 아메리카, 아프리카, 유럽, 아시아, 그리고 아시아와 아메리카를 분리하는 동인도양을 묘사한다.

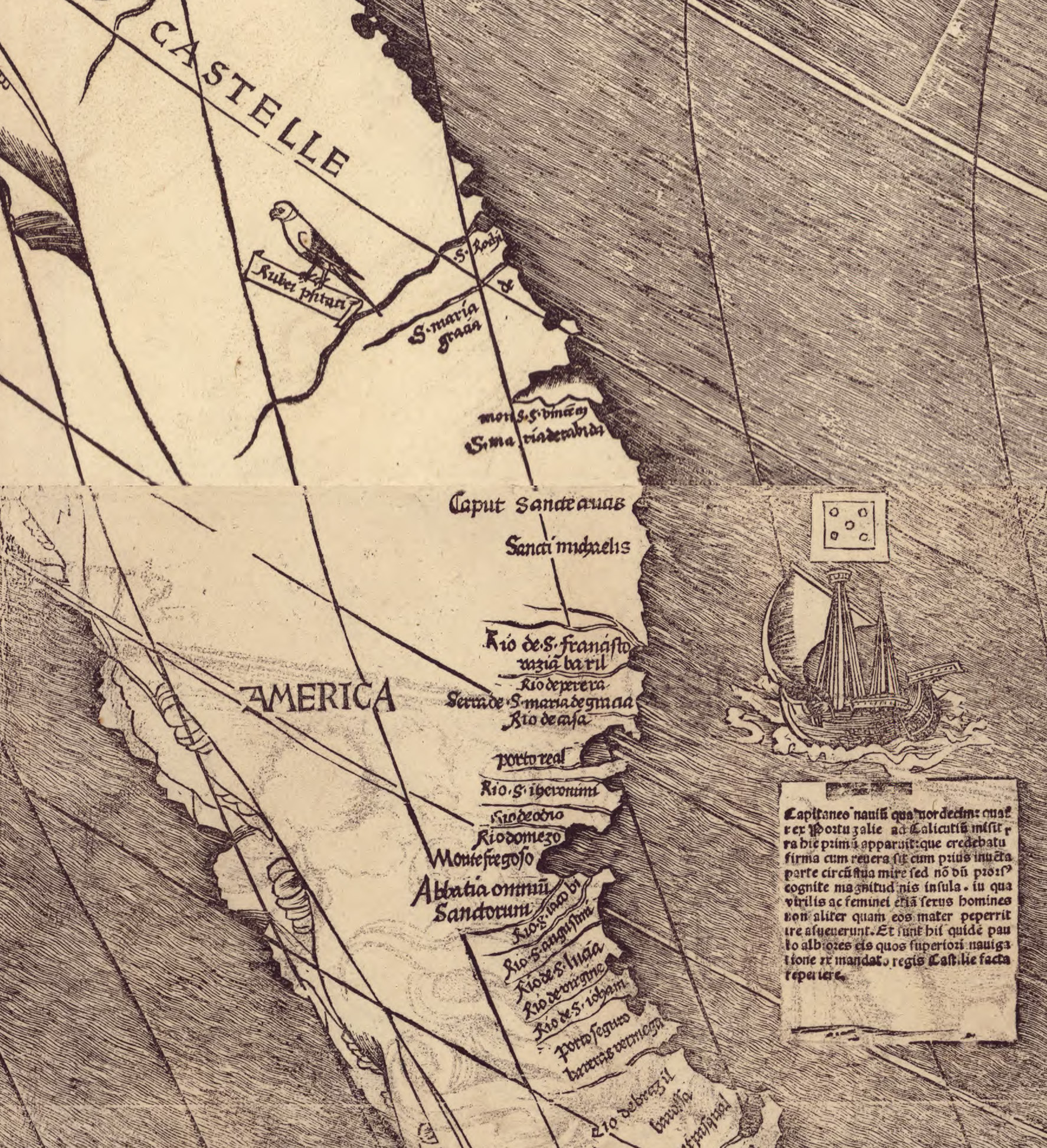
지도에 "아메리카"라는 이름이 표시된 부분의 확대. 배 아래의 비문(번역됨)은 다음과 같이 쓰여 있다: "이 땅은 포르투갈 국왕이 칼리컷으로 보낸 14척의 배의 선장 [ 카브랄 ]에게 여기에 나타났다. 이 땅은 본토 [즉, 아시아의 일부]로 여겨졌으나, 이전에 발견된 부분과 함께 아직 알려지지 않은 크기의 거대한 바다에 둘러싸인 섬 [즉, 아시아의 일부가 아님]이며, 이곳에서는 남녀 모두 그들의 어머니가 낳은 그대로 옷을 입지 않고 지낸다. 사실 이곳 사람들은 카스티야 국왕의 지휘하에 이루어진 이전 탐험에서 발견된 사람들보다 피부색이 약간 더 옅다."

성 토마스가 죽임을 당했다는 "카티가라"와 "말라카" 이름이 표시된 지도의 상세도.

발트제뮐러 지도 또는 세계 지도("보편적 우주론")는 독일의 지도 제작자 마르틴 발트제뮐러가 제작한 인쇄된 세계 벽 지도로, 1507년 4월에 처음 출판되었다. 이 지도는 "아메리카"라는 이름을 처음 사용한 지도로 알려져 있다. 아메리카라는 이름은 본 지도에서 남아메리카에 표기되어 있다. 우주론 입문에서 설명된 바와 같이, 이 이름은 이탈리아의 아메리고 베스푸치를 기리기 위해 부여되었다. 이 지도는 또한 아메리카를 아시아와 분리하는 태평양을 처음으로 보여주었다.
이 지도는 프톨레마이오스의 두 번째 도법을 수정하여 아메리카와 고위도를 수용하도록 확장하여 작성되었다. 현재 워싱턴 D.C.의 미국 의회도서관에 보관되어 있는 이 지도의 단 한 부만 현존한다.
발트제뮐러는 또한 지구본 조각을 만들었는데, 이는 잘라내어 구체에 붙여 지구본을 만들도록 고안된 인쇄 지도이다. 벽 지도와 같은 날짜의 그의 지구본 조각들은 아메리카 대륙을 두 조각으로 묘사한다. 이 묘사들은 벽 지도의 상단 테두리에 있는 작은 삽입 지도와는 다른데, 삽입 지도는 두 아메리카 대륙이 지협으로 연결되어 있음을 보여준다.

## 벽 지도

### 설명
이 지도는 15세기 후반과 16세기 초반의 발견을 통해 얻은 새로운 지리적 지식을 문서화하고 업데이트하기 위한 것이었다. 이 지도는 목판으로 인쇄된 12개의 섹션으로 구성되어 있으며, 조립하면 가로 4개, 세로 3개로 총 18 by 24.5 인치 (46 cm × 62 cm) 크기이다. 이 지도는 지구 전체 표면을 묘사하기 위해 곡선 자오선을 사용한 수정된 프톨레마이오스 지도 투영법을 사용한다. 본 지도의 상단 중앙 부분에는 세계에 대한 대안적 견해를 어느 정도 나타내는 또 다른 작은 세계 지도가 삽입되어 있다.
당시에는 결정하기 어려웠던 경도는 발트제뮐러가 카나리아 제도에 위치시켰던 행운의 섬(클라우디오스 프톨레마이오스가 서쪽으로 가장 알려진 땅으로 간주함)에서 동쪽으로 도 단위로 주어진다. 동아시아 지역의 경도는 너무 크다. 결정하기 쉬웠던 위도 또한 상당히 틀렸다. 예를 들어, "시에라레오나" (시에라리온, 실제 위도 약 9°N)는 적도 남쪽에 위치하며, 희망봉(실제 위도 35°S)은 50°S에 위치한다.
지도의 전체 제목은 Universalis cosmographia secundum Ptholomaei traditionem et Americi Vespucii aliorumque lustrationes (프톨레마이오스의 전통과 아메리고 베스푸치 및 다른 사람들의 발견에 따른 보편적 우주론)이다. 다른 사람 중 한 명은 크리스토퍼 콜럼버스였다. 제목은 통합된 우주론적 묘사에서 유럽, 아시아, 아프리카에 대한 전통적인 프톨레마이오스의 지리학과 아메리고 베스푸치와 서반구의 땅을 발견한 그의 동료들이 제공한 새로운 지리 정보를 결합하거나 조화시키려는 그의 의도를 나타냈다. 그는 설명했다: "우리는 세계 지도를 디자인할 때, 특히 새로운 땅에 관해서는 프톨레마이오스를 모든 면에서 따르지 않았다... 따라서 우리는 평면 지도에서는 새로운 땅과 몇 가지 다른 것들을 제외하고는 프톨레마이오스를 따랐지만, 평면 지도와 함께 제공되는 고체 지구본에서는 여기에 첨부된 아메리고의 설명을 따랐다."
몇몇 이전 지도들이 주로 지리학 (프톨레마이오스)와 카베리오 평구 및 마르틴 베하임이나 하인리히 마르텔루스와 유사한 다른 지도를 기반으로 한 자료로 여겨진다. 카리브 제도와 플로리다주로 보이는 지역은 두 개의 이전 지도에 묘사되어 있는데, 1500년에 알려진 세부 사항을 보여주며 1502년에 포르투갈에서 이탈리아로 밀반입된 칸티노 지도와  1503c.–1506년에 그려져 멕시코만을 보여주는 카베리오 지도이다.
1500년 이후 일부 지도는 아시아의 동쪽 해안선이 아메리카와 구별됨을 모호하게 보여주지만, 발트제뮐러 지도는 스페인의 발견 지역인 대서양 횡단 지역과 1492년 베하임 지구본에 나타난 프톨레마이오스 및 마르코 폴로의 아시아 사이에 새로운 대양이 존재함을 분명히 나타낸다. 유럽인이 이 대양, 즉 태평양을 처음으로 목격한 역사적 기록은 1513년 바스코 누녜스 데 발보아가 기록한 것이다. 이는 발트제뮐러가 지도를 만든 지 5~6년 후이다. 또한 이 지도는 남아메리카의 특정 위도에서의 폭을 70마일 이내로 정확히 예측하는 것으로 보인다. 그러나 E.G. 레이븐슈타인이 지적했듯이, 이것은 발트제뮐러가 사용한 심장형 투영법의 착시 효과일 뿐이다. 지도를 더 익숙한 정방형 도법에 펼쳐놓고 같은 투영법으로 제작된 당시 다른 지도들과 비교하면 거의 차이가 없다. 이는 요하네스 쇠너의 1515년 지구본과 비교할 때 특히 분명하다.

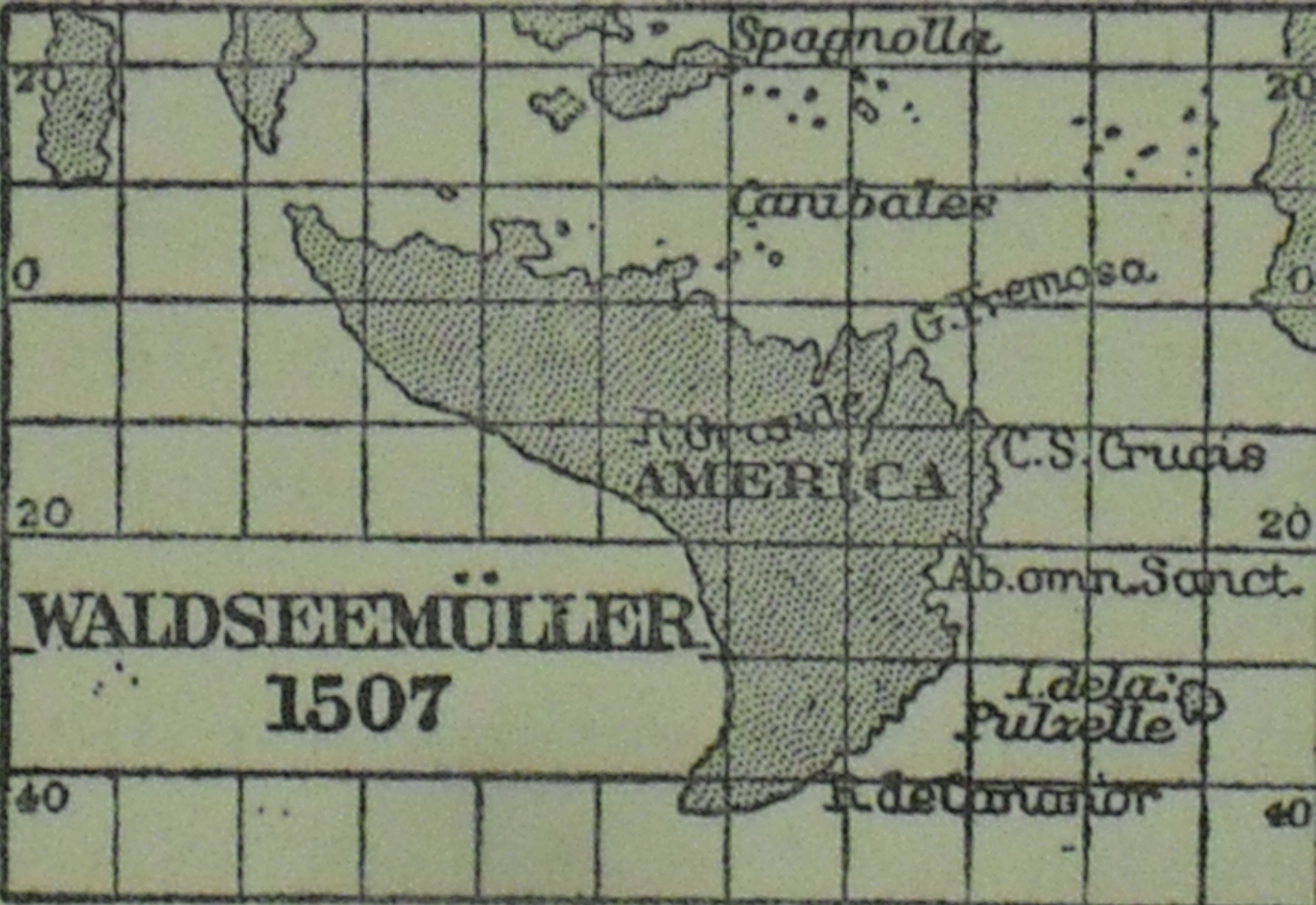
쇠너의 1515년 지도와 쉽게 비교할 수 있도록 정방형 도법에 다시 그려지고 동일한 균일 축척으로 그려진 발트제뮐러의 1507년 아메리카 지도.

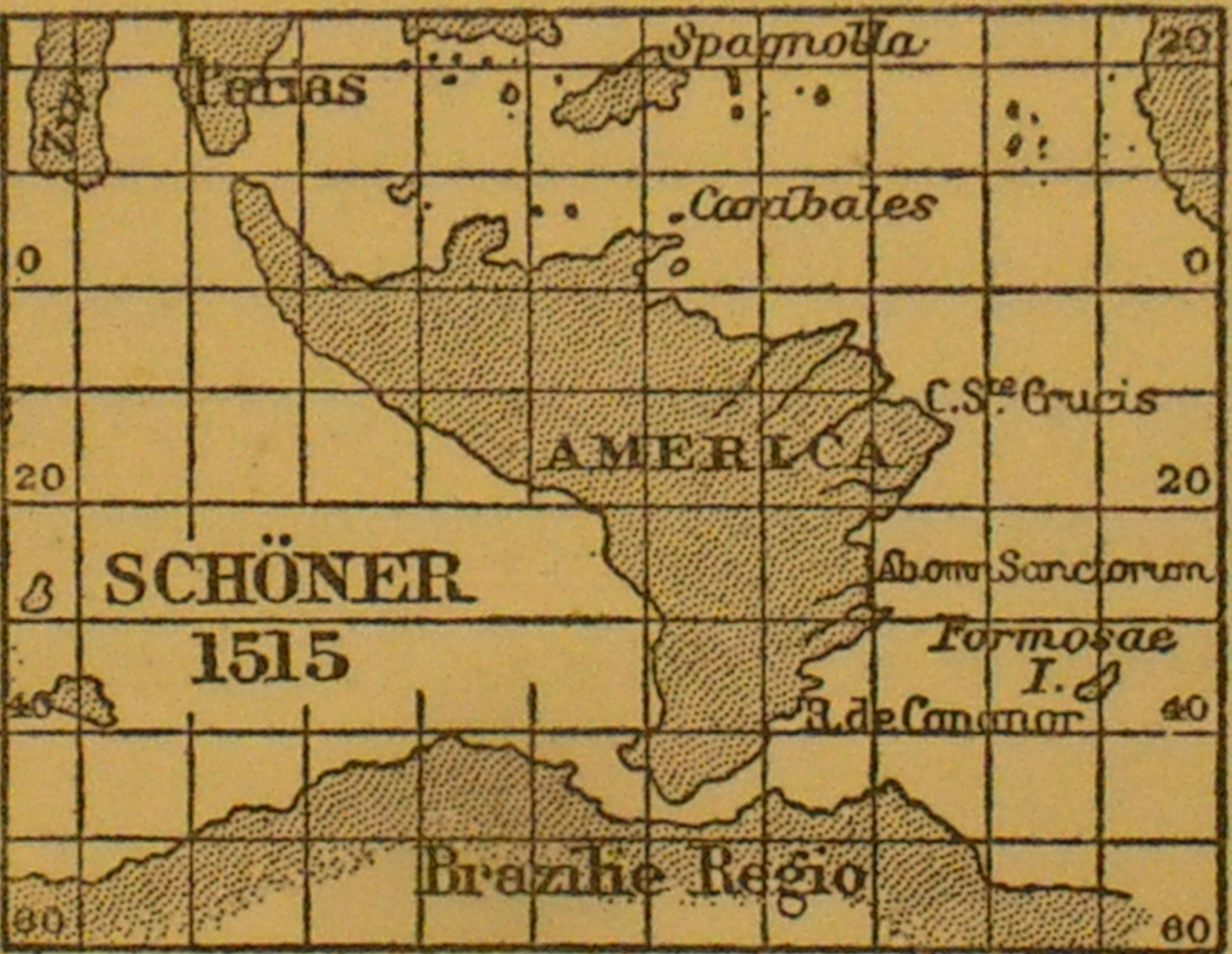
발트제뮐러의 1507년 지도와 쉽게 비교할 수 있도록 정방형 도법에 다시 그려지고 동일한 균일 축척으로 그려진 쇠너의 1515년 아메리카 지도.

당시 대부분의 지도 제작자들은 여전히 크리스토퍼 콜럼버스, 베스푸치 등이 발견한 땅이 아시아의 인도의 일부라고 잘못 믿고 있었다. 아메리고 베스푸치는 말했다: "우리가 중단 없이 해안을 따라 약 400 리그를 항해한 후, 이것이 본토라고 결론 내렸다. 즉, 아시아의 동쪽 끝이자 서쪽으로 항해할 때 도달하는 아시아의 첫 번째 끝이라고 생각한다." 1506년 세계 지도에서 조반니 콘타리니는 발트제뮐러가 나중에 아메리카라고 부른 땅을 안티포데스라고 불렀다.
발트제뮐러는 니콜라우스 데 카베리오의 1506년 세계 지도를 참조했는데, 이 지도에는 베라 크루즈(아메리카/브라질) 해안에 다음과 같은 비문이 새겨져 있다: "베라 크루즈라고 불리는 땅은 포르투갈 국왕의 집안 귀족인 페드루 알바르스 카브랄이 발견했다. 그는 왕이 칼리컷으로 보낸 14척의 함대 사령관으로 인도로 가는 길에 이 땅을 발견했는데, 이 땅을 본토로 여겼으며, 이 땅에는 많은 사람들이 살고 있는데, 남녀 모두 어머니가 낳은 그대로 벌거벗고 지낸다고 묘사되어 있다. 그들은 피부색이 더 옅다." 이것은 페드루 알바르스 카브랄이 1500-1501년 인도 항해 중에 발견한 Nova tellus psitacorum(새로운 앵무새 땅)에 대한 설명에서 유래한 것으로, 스페인과 포르투갈 주재 베네치아 대사의 비서였던 지오반니 마테오 다 카메리노("일 크레티코")가 보고하여 프라칸차노 다 몬탈보도(Fracanzano da Montalboddo)의 파에시 노바멘테 레트로바티(Paesi Novamente Retrovati)에 출판되었으며, 관련 구절은 다음과 같다: "그들은 희망봉 너머 서풍을 타고 새로운 땅을 발견했는데, 그들은 그곳을 앵무새 땅이라고 불렀다. 그곳에서 믿을 수 없는 크기의 이런 종류의 새들을 발견했기 때문이다... 그들은 이 땅이 본토라고 판단했다. 2천 마일 이상 해안을 따라 항해했지만 끝을 찾지 못했기 때문이다." 카베리오의 비문은 발트제뮐러가 복사하여 그의 지도상의 같은 위치에 놓았는데, 중요한 차이점은 카브랄과 그의 동료들은 그들이 "본토", 즉 아시아의 일부에 도달했다고 믿었음에도 불구하고, 발트제뮐러는 설명되지 않은 이유로 그의 지도상 아메리카에 대한 비문에서 그것이 "아직 알려지지 않은 크기의 거대한 바다에 둘러싸인 섬", 즉 아시아의 일부가 아니라고 주장했다는 점이다.
일부는 발트제뮐러가 그의 지도에 묘사된 태평양의 존재를 알 수 없었을 것이라고 믿는다. 역사가 피터 휘트필드는 발트제뮐러가 아메리카 대륙의 야만적인 사람들에 대한 베스푸치의 설명이 인도, 중국 및 동인도 제도의 당시 지식과 조화될 수 없었기 때문에 태평양을 자신의 지도에 포함시켰다고 이론화했다. 따라서 휘트필드의 견해에 따르면, 발트제뮐러는 새로 발견된 땅이 아시아의 일부가 아니라 아시아와 분리되어야 한다고 추론했으며, 이는 나중에 놀랍도록 정확한 것으로 판명된 직관적인 도약이었다. 다른 설명은 조지 E. 눈의 설명(아래 참조)이다. 체트 반 듀저(Chet Van Duzer)는 아메리카 서쪽의 대양 묘사에 대한 설명은 마르코 폴로가 지팡구(일본)가 섬이라고 진술했기 때문에, 그와 아메리카 사이에 바다가 있어야 했고, 발트제뮐러는 아메리카도 섬이라고 결론 내렸다고 말했다.
베스푸치(그 자신은 남아메리카 동부 해안을 광범위하게 탐험했다)에게 귀속된 책 Mundus Novus는 1504년 이후 유럽 전역에 널리 출판되었으며, 발트제뮐러 그룹이 1507년에 Quatuor Americi Vespucii Navigationes라는 제목으로 출판한 버전도 포함된다. 이 책은 베스푸치와 그의 동료들의 믿음을 표현했는데, "우리는 그 땅이 섬이 아니라 대륙임을 알았다. 그것을 에워싸지 않는 긴 해안선과 그 안에 담긴 무한한 수의 주민들 때문이었다." 당시 "대륙"은 유럽, 아프리카, 아시아 등 서로 접해 있는 세 가지 알려진 대륙 중 하나를 의미했으며, 바다에 둘러싸여 있었다. 이 바다는 아프리카에 의해 서쪽 또는 대서양과 동쪽 또는 인도양으로 나뉘어져 있었고, 이 바다에는 지구의 크고 작은 섬들이 포함되어 있었다. 따라서 베스푸치의 믿음은 그 땅이 아시아 대륙의 일부라는 것이었다.
『문두스 노부스』에서 "대륙"은 현대적 의미, 즉 지구의 주요 연속 육지 중 하나를 의미하며, 따라서 이것이 새로운 대륙이지 아시아가 아니라는 개념을 유럽인에게 처음으로 소개했고, 이것이 발트제뮐러가 아메리카를 아시아와 분리하고, 태평양을 묘사하며, 베스푸치의 첫 이름을 지도에 사용하게 만들었다는 이론이 제기되었다.
발트제뮐러의 동료인 마티아스 링만이 썼다고 널리 알려진 설명문인 Cosmographiae Introductio가 이 지도에 함께 실렸다. 이 책의 9장에서는 지구가 이제 네 부분으로 나뉘어져 있으며, 유럽, 아시아, 아프리카는 서로 인접하여 하나의 대륙을 이루는 반면, 네 번째 부분인 아메리카는 "사방이 바다로 둘러싸여 있기 때문에 섬"이라고 했다. 이는 같은 책의 부록으로 출판된 Quatuor Americi Vespucii Navigationes에서 베스푸치가 발견한 땅이 아시아 대륙의 일부라고 표현한 믿음과는 달랐다: "19일간 항해한 후 우리는 마침내 새로운 땅에 도달했으며, 우리는 이 땅이 본토라고 생각했다." 두 가지 모순된 견해가 설명이나 주석 없이 같은 책에 실렸다.
지도의 왼쪽 상단 모서리에 있는 비문은 콜럼버스와 베스푸치에 의한 아메리카 발견이 로마 시인 베르길리우스가 아이네이스 (VI. 795–797)에서 남반구, 염소자리 남회귀선 남쪽에 발견될 땅에 대한 예언을 성취했다고 선언한다:
많은 사람들은 저명한 시인이 "별 너머, 해와 태양의 길 너머에 땅이 있고, 그곳에서 하늘을 지탱하는 아틀라스가 빛나는 별로 박힌 세계의 축을 어깨로 돌린다"고 말한 것을 상상이라고 여겼다. 그러나 이제 마침내 그것이 분명히 사실임이 증명되었다. 그것은 사실 카스티야 국왕의 선장 콜럼버스와 위대하고 탁월한 재능을 가진 아메리고 베스푸치에 의해 발견된 땅이며, 그 대부분은 해와 태양의 길 아래, 그리고 열대 지방 사이에 위치하지만, 염소자리 남회귀선을 넘어 남극 방향으로 약 19도까지 뻗어 있다. 거기에는 실제로 다른 어떤 금속보다 더 많은 금이 발견된다.

언급된 "길"은 황도를 의미하며, 황도는 태양이 황도 12궁을 따라 1년간 움직이는 경로를 나타낸다. 따라서 황도를 넘는다는 것은 황도의 최남단, 즉 염소자리 남회귀선을 넘어가는 것을 의미했다. 염소자리 남회귀선에서 19° 더 가면 남위 42°인데, 이는 발트제뮐러 지도에 표시된 아메리카의 최남단 범위이다. 지도 범례는 발트제뮐러가 새로운 지리 정보를 고대에서 물려받은 지식과 조화시키기 위해 어떻게 노력했는지 보여준다.
발트제뮐러 지도에서 아메리카 해안에 명명된 최남단 지형은 리오 데카나노룸(Rio decananorum), 즉 "카나노레아인들의 강"이다. 이것은 베스푸치로부터 따온 것으로, 그는 1501년 이 해안을 따라 항해하던 중 카나노르(현재 카나네이아)라고 불리는 항구에 도달했다. 카나노르는 남인도의 칸누르 항구로, 브라질의 발견자인 포르투갈의 페드루 알바르스 카브랄이 1500-1501년 항해 중 인도에서 도달한 가장 먼 항구였으며, 베스푸치는 1501년 5월 인도에서 돌아오던 중 그의 배 두 척을 만났다. 이것은 발트제뮐러가 "카나노레아인들의 강"이 실제로 인도 카나노르 영토에 있을 수 있었고, 따라서 아메리카는 인도의 일부라고 생각했음을 나타낼 수 있다.
북부 대륙의 이름인 파리아스는 아메리고 베스푸치의 네 번의 항해에 나오는 한 구절에서 유래했다. 이 구절에서 탐험대는 여러 차례 정차한 후 "암의 북회귀선을 그리는 평행선 바로 아래 열대 지방에 위치한" 지역에 도착한다. 그리고 이 지방은 "[주민]들이 파리아스라고 부른다." 파리아스는 발트제뮐러의 추종자인 요하네스 쇠너에 의해 "앞서 언급한 [아메리카]의 일부 또는 부분이 아니라 세계의 네 번째 부분 중 크고 특별한 부분"이라고 묘사되었는데, 이는 그 위치에 대한 불확실성을 나타낸다.
파리아스(PARIAS)와 아메리카(AMERICA)는 북아메리카와 남아메리카에 해당하며, 본 지도에서 현재의 파나마 지역의 해협으로 분리되어 있지만, 본 지도의 상단 중앙 부분에 삽입된 소형 지도에서는 두 대륙을 잇는 지협이 끊어지지 않고 이어져 있어, 아직 해결되지 않은 문제에 대한 대안적 해법을 제시하려는 발트제뮐러의 의지를 보여주는 것으로 보인다.
이 지도는 아시아 남동부, 또는 발트제뮐러가 남인도(INDIA MERIDIONALIS)라고 불렀던 큰 반도 서해안에 카티가라(경도 180°, 위도 10°S 근처)와 말라카(믈라카주, 경도 170°, 위도 20°S 근처) 도시를 보여준다. 이 반도는 타이만인 SINUS MAGNUS("대만")의 동쪽을 형성한다. 아메리고 베스푸치는 1499년 항해에 대해 기록하면서, 스페인에서 서쪽 대서양(대서양)을 가로질러 프톨레마이오스가 언급한 카티가라 곶을 돌아서 마그누스 시누스로 항해하기를 희망했다고 말했다. 프톨레마이오스는 카티가라 또는 카티가라를 그리스-로마 세계에서 극동 지역으로 무역하는 선박이 도달한 가장 동쪽 항구로 이해했다. 베스푸치는 1499년 항해에서 카티가라 곶을 찾지 못했다. 그는 베네수엘라 해안을 따라 항해했지만 프톨레마이오스의 마그누스 시누스로 이어지는 해로가 있는지 여부를 해결할 만큼 멀리 가지 못했다. 그의 1503-1504년 항해의 목표는 "인도 멜라카"(즉, 말레이 반도의 말라카 또는 멜라카)의 전설적인 향신료 시장에 도달하는 것이었다. 그는 페드루 알바르스 카브랄 함대의 조종사였던 구아스파르(Guaspare) 또는 가스파르(Gaspard)로부터 믈라카에 대해 알게 되었다. 그는 1500-1501년 인도 항해 중이었고, 베스푸치는 1501년 5월 인도에서 돌아오던 중 대서양에서 그를 만났다. 크리스토퍼 콜럼버스는 네 번째이자 마지막 항해인 1502–1503년에 참파 해안을 따라 남쪽으로 카티가라 곶을 돌아서 카티가라와 신세계를 분리하는 해협을 통해 마그누스 시누스로 항해하여 믈라카로 갈 계획을 세웠다. 이것이 마르코 폴로가 1292년에 중국에서 인도로 갔다고 이해한 경로였다 (비록 믈라카는 폴로 시대에는 아직 건설되지 않았지만).:15 콜럼버스는 같은 시기에 바스쿠 다 가마가 희망봉을 돌아 믈라카로 보낸 포르투갈 탐험대와 만날 것으로 예상했고, 스페인 군주들이 다 가마에게 전할 신임장을 가지고 있었다. 따라서 이 지도는 아메리고 베스푸치와 크리스토퍼 콜럼버스가 예상치 못한 신세계의 발견으로 이어진 항해의 초기 목적지였던 두 도시를 보여준다.
믈라카(믈라카주) 바로 남쪽에는 "성 토마스가 여기서 죽임을 당했다"는 뜻의 hic occisus est S. thomas라는 비문이 있는데, 이는 서기 52년에 사도 토마가 인도로 가서 서기 72년에 그곳에서 죽임을 당했다는 전설을 언급한다. 발트제뮐러는 믈라카(멜라카)와 인도의 마일라푸르를 혼동했다. 콜럼버스의 발견의 본질에 대한 당시의 이해는 아라곤 출신 우주학자이자 왕실 고문인 하우메 페레르(Jaume Ferrer)가 1495년 8월 5일 콜럼버스에게 보낸 편지에 잘 나타나 있다. 편지에는 이렇게 쓰여 있었다: "신성하고 무오류한 섭리는 우리의 거룩하고 가톨릭적인 법을 인도에 선포하기 위해 위대한 토마스를 서쪽에서 동쪽으로 보냈고, 주님은 당신을 포니엔트[서쪽]를 통해 동쪽의 이 반대편으로 보내셨으니, 신성한 뜻으로 당신이 동쪽에, 그리고 인도 슈페리어의 가장 먼 지역에 도착하여 후손들이 그들의 조상들이 토마스의 가르침에 대해 소홀히 했던 것을 들을 수 있도록 하십시오... 그리고 아주 곧 당신은 신성한 은총으로 마그누스 시누스에 있을 것이며, 그 근처에 영광스러운 토마스가 그의 신성한 몸을 남겼습니다."

지도의 오른쪽 하단에는 다음과 같은 비문이 있다. 이 비문은 지도가 고전 시대에 알려진 지역에 새로 발견된 세계의 부분을 추가했음을 설명한다:
고대인들 중 다수가 세계를 묘사하는 데 매우 열심이었음에도 불구하고, 그들에게 알려지지 않은 부분이 적지 않았다. 예를 들어 서쪽의 아메리카는 그 발견자의 이름을 따서 지어졌으며, 세계의 네 번째 부분으로 간주되어야 한다. 또한 남쪽의 아프리카 부분은 염소자리 남회귀선에서 약 7도 정도 안쪽에서 시작하여 열대 지방과 염소자리 남회귀선을 넘어 남쪽으로 매우 광범위하게 뻗어 있다. 또한 동쪽에는 카타이 지역과 남인도 일부가 경도 180도를 넘어 위치한다. 우리는 이 모든 것을 이전에 알았던 것에 추가하여, 이러한 종류의 것을 좋아하는 사람들이 오늘날 우리 눈에 드러나는 모든 것을 볼 수 있도록 하고 우리의 작업을 승인하도록 했다. 그러나 우리는 한 가지 부탁한다. 우주론을 배우지 않고 모르는 사람들은 나중에 이해하게 되면 의심할 여지 없이 더 소중하게 여길 것이므로 배우기 전에 즉시 비난하지 말라.

### 역사
이 벽 지도가 그려질 당시, 발트제뮐러는 신성 로마 제국에 속했던 로렌의 생디에데보주에 있는 보주 체육관의 학자 그룹의 일원으로 일하고 있었다. 이 지도는 보주 체육관에서 제작한 책 Cosmographiae Introductio와 함께 제공되었다.
인쇄된 천 부 중 오늘날 완전한 원본이 단 한 부만 존재하는 것으로 알려져 있다. 사실 이것은 1507년 초판본이 아닌 1516년 이후의 인쇄본으로, 초판본은 현존하는 예가 없다. 이 지도는 뉘른베르크의 천문학자, 지리학자, 지도 제작자였던 요하네스 쇠너 (1477–1547)가 소유하고 있었다. 이 지도의 존재는 1901년 독일 뷔르템베르크의 볼페크 성에 있는 요하네스 주 발트부르크-볼페크 공작의 도서관에서 예수회 역사가이자 지도 제작자인 요제프 피셔가 재발견하기 전까지 오랫동안 알려지지 않았다. 그 후 2001년까지 그곳에 보관되어 있다가 미국 미국 의회도서관이 발트부르크-볼페크-발트제로부터 천만 달러에 구매했다.
앙겔라 메르켈 독일연방공화국 총리는 2007년 4월 30일 워싱턴 D.C.의 미국 의회도서관에서 열린 공식 행사에서 발트제뮐러 지도를 상징적으로 전달했다. 그녀의 연설에서 총리는 전후 독일 발전에 대한 미국의 기여가 대서양 횡단 유대감의 상징이자 미국의 수많은 독일 뿌리를 나타내는 지표로서 발트제뮐러 지도를 미국 의회도서관에 전달하기로 결정하는 데 결정적인 역할을 했다고 강조했다. 오늘날 이 지도의 또 다른 복제본은 발트부르크 가문의 박물관에서 오버슈바벤의 발트부르크성에 전시되어 대중에게 공개되고 있다.
2007년 이래로 초판 500주년 기념을 위해 원본 지도는 특별히 설계된 미기후 케이스 내에서 미국 의회도서관에 영구 전시되고 있다. 케이스는 무산소 환경을 제공하기 위해 아르곤 분위기로 채워져 있다. 전시 전에 전체 지도는 고급 LED 카메라 및 조명 시스템을 사용한 하이퍼스펙트럼 영상을 통한 과학적 분석 프로젝트의 대상이 되었다. 이는 보존 저장 및 전시 문제를 해결하기 위함이었다.
발트제뮐러 지도는 2005년 유네스코의 세계기록유산에 등재되었다.

### 눈의 분석
마르틴 발트제뮐러와 그의 동료들처럼 이탈리아와 독일의 지리학자들은 이론 지리학, 즉 우주론의 주창자들이었다. 이는 그들이 아메리카와 아시아의 지리에 대한 지식이 부족할 때 이론에 의존했음을 의미한다. 이러한 관행은 미개척 해안선을 지도에서 모두 제외한 포르투갈과 스페인의 공식 지도 제작자들과는 달랐다.:5–7,12–13,49–51
2세기 알렉산드리아의 지리학자 클라우디오스 프톨레마이오스는 알려진 세계가 행운의 섬(아마도 카나리아 제도)의 본초 자오선에서 동남아시아의 도시 카티가라까지 경도 180도에 걸쳐 있다고 믿었다. (실제로 카나리아 제도(서경 16도)와 카티가라(동경 105도) 사이의 경도 차이는 121도에 불과하다.) 그는 또한 인도양이 육지로 완전히 둘러싸여 있다고 생각했다. 마르코 폴로는 아시아 동쪽에 대양이 있고 인도양과 연결되어 있음을 보여주었다. 따라서 프톨레마이오스의 지리학과 마르코 폴로의 지리학을 결합한 1492년 마르틴 베하임이 만든 지구본에는 인도양이 서쪽 대양과 합쳐지는 것으로 표시되었다. 그러나 인도양 동쪽에 있는 프톨레마이오스의 땅은 아시아 남동쪽 모서리에서 멀리 남쪽으로 뻗어 있는 거대한 곶, 즉 카티가라 시가 위치한 상위 인도(인도 슈페리어) 반도 형태로 유지되었다.
마르코 폴로의 여행의 또 다른 결과는 베하임의 지구본에도 나타나 있다. 아시아의 경도에 60도가 추가된 것이다. 콜럼버스는 실제로 1492년에 베하임의 지구본을 보지 못했지만 (이 지구본은 파올로 달 포초 토스카넬리의 아이디어에 많은 영향을 받은 것으로 보인다), 이 지구본은 한 가지 중요한 점을 제외하고는 그가 첫 항해 계획의 기반으로 삼았던 지리 이론을 반영한다. 예외는 콜럼버스가 도의 길이를 단축하여 카나리아 제도에서 지팡구(일본)까지의 거리를 약 62도 또는 775리그로 줄였다는 점이다. 결과적으로 콜럼버스에게는 서쪽으로 항해하여 아시아에 도달하는 것이 비교적 간단한 문제로 보였다.
16세기 초반, 아메리카(현재의 남아메리카)와 관련하여 두 가지 이론이 우세했다. 한 이론에 따르면, 그 대륙은 베하임의 지구본에 나타난 아시아의 남동쪽 곶, 즉 상위 인도(India Superior) 또는 카티가라 곶과 동일시되었다. 다른 견해는 아메리카(남아메리카)가 아시아와 완전히 연결되지 않은 거대한 섬이라는 것이었다.:12–13,49–51
발보아는 태평양을 마르 델 수르(Mar del Sur)라고 불렀고, 대서양과 대조적으로 "다른 바다"(la otra mar)라고 언급했는데, 이는 분명히 베하임의 두 대양 개념을 염두에 둔 것이었다. 마르 델 수르, 즉 남해는 아시아 남쪽의 인도양 부분이었다. 인도양은 오케아누스 오리엔탈리스(Oceanus Orientalis), 즉 동해였고, 베하임의 두 대양 세계에서 대서양 또는 서해, 즉 오케아누스 옥시덴탈리스(Oceanus Occidentalis)와는 반대였다.:57
조지 E. 눈에 따르면, 발트제뮐러가 새로운 대양을 나타낸 듯한 지도의 핵심은 바르톨로메 콜론(즉, 크리스토퍼 콜럼버스의 형제)과 알레산드로 초르지가 1504년에 크리스토퍼 콜럼버스의 지리적 개념을 설명하기 위해 만든 세 개의 스케치 지도에서 발견된다. 콜럼버스/초르지 스케치 지도 중 하나에는 다음과 같은 비문이 있다: "티로스의 마리노스와 콜럼버스에 따르면, 산 비센트 곶에서 카티가라까지는 225도로, 이는 15시간이다; 프톨레마이오스에 따르면 카티가라까지 180도로, 이는 12시간이다." 이는 크리스토퍼 콜럼버스가 포르투갈에서 카티가라까지의 동쪽 거리를 프톨레마이오스의 추정치인 180도가 아닌 225도로 과대평가하여, 서쪽 거리가 135도에 불과하다고 믿었고, 따라서 그가 발견한 땅이 동인도 제도라고 생각했음을 보여준다. 눈이 언급했듯이, 이 계산에 따라 콜론/초르지 지도는 산 비센트 곶에서 동쪽으로 카티가라까지 프톨레마이오스의 경도 추정치를 사용하지만, 산 비센트 곶에서 서쪽으로 카티가라까지의 공간에는 마리노스와 콜럼버스의 경도 계산이 사용된다.
눈은 마르틴 발트제뮐러가 콜럼버스와 프톨레마이오스-베하임의 개념을 같은 지도에 모두 보여주는 방식을 고안했다고 지적했다. 발트제뮐러 자신이 말했듯이: "우리는 새로운 땅을 제외하고는 평면 지도에서 프톨레마이오스를 따랐다." 발트제뮐러의 1507년 지도의 오른쪽에는 프톨레마이오스 경도가 있는 프톨레마이오스-베하임 개념이 표시되어 있다. 이는 염소자리 남회귀선 남쪽으로 뻗어 있는 거대한 인도 슈페리어 반도를 보여준다. 발트제뮐러 지도의 왼쪽에는 콜럼버스, 베스푸치 및 다른 이들의 발견이 북위 50도에서 남위 40도까지 뻗어 있는 긴 육지 조각으로 표현되어 있다. 스페인 왕관 아래에서 발견된 이 대서양 횡단 지역의 서쪽 해안은 발트제뮐러에 의해 단순히 테라 인코그니타(미지의 땅) 또는 테라 울테리우스 인코그니타(더 먼 미지의 땅)로 묘사되어 있으며, 서쪽으로는 추측상의 바다가 있어 이 땅들이 분명히 별개의 대륙임을 나타낸다. 아메리카(즉, 남아메리카)가 별개의 섬인지 아니면 아시아의 일부, 특히 카티가라가 위치한 인도 슈페리어 반도의 일부인지는 미해결 상태로 남아 있다. 두 가지 대안 개념 중 어느 것이 정확한지에 대한 질문이 당시 해결되지 않았기 때문에, 둘 다 같은 지도에 표현되었다. 지도의 양쪽 끝은 두 가지 대안 이론에 따라 아시아의 동쪽 끝을 나타낸다. 눈이 말했듯이, "이것은 당시 해결할 수 없었던 문제를 제시하는 매우 타당한 방법이었다.":479–480:8–9,25
눈이 지적했듯이, 지도상의 자오선 간 거리는 카나리아 제도를 통과하는 본초 자오선에서 동쪽과 서쪽으로 갈 때 다르다. 이는 아시아의 동쪽 해안을 두 번 나타내는 효과를 낳는다. 한 번은 프톨레마이오스의 경도에 따라 마르틴 베하임이 1492년 지구본에서 그랬던 것처럼 보여주고, 다른 한 번은 콜럼버스의 경도 계산에 따라 그와 다른 스페인 항해사들의 서쪽 대양 횡단 발견을 보여주는데, 콜럼버스와 그의 추종자들은 이를 인도 슈페리어의 일부로 간주했다.:479:2–7
1516년 세계 지도인 Carta Marina에서 발트제뮐러는 1507년 지도에서 파리아스라고 불렀던 땅을 테라 데 쿠바(Terra de Cuba)라고 명명하고 아시아의 일부(Asie partis)라고 말했다. 즉, 그는 콜럼버스가 발견한 땅을 아시아의 동부 지역이라고 명시적으로 확인했다.:8

## 지구본 조각

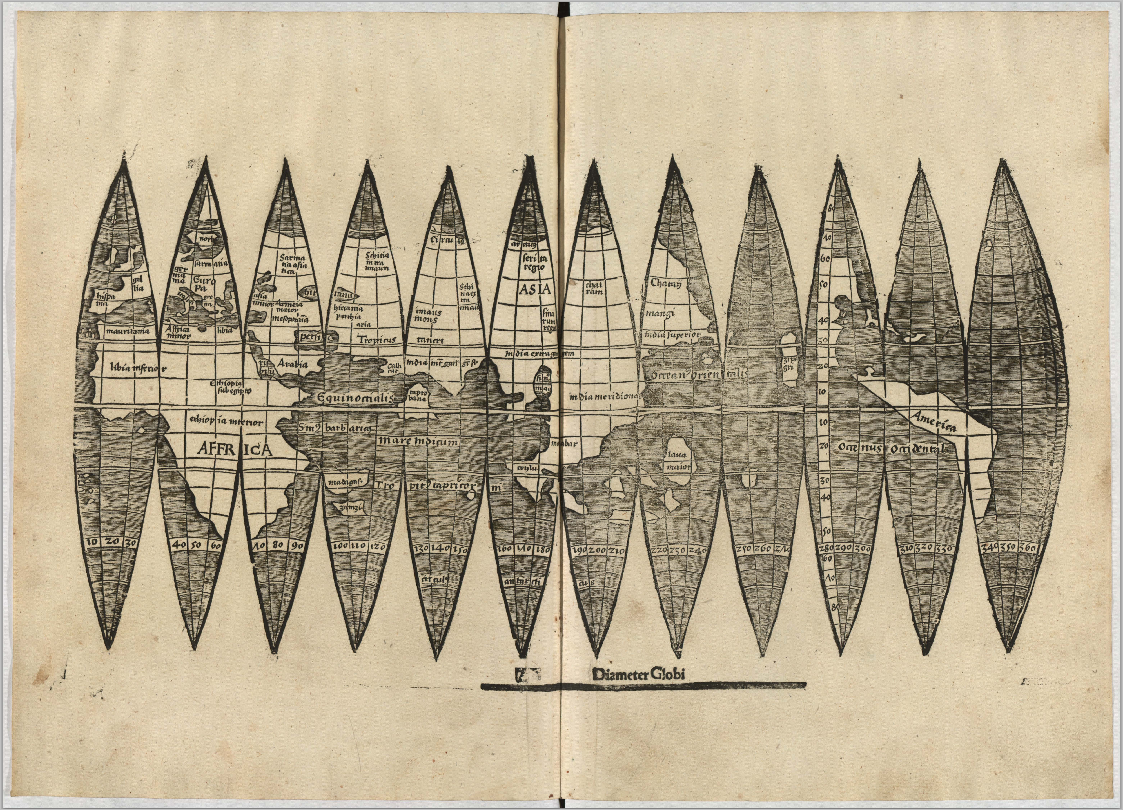
2012년 뮌헨 대학교에서 발견된 지구본 조각 버전

발트제뮐러는 세계 지도 외에 지구본 제작용 조각 지도를 발행했다. 이 조각 지도들 역시 아메리카라는 명칭을 포함하고 있는데, 발트제뮐러가 자신의 '코스모그라피아에 인트로둑티오(Cosmographiæ Introductio)' 서문에서 이들을 언급한 것으로 보아 대형 벽 지도와 같은 해에 인쇄된 것으로 여겨진다.
지구본 조각에서 가상의 아메리카 서해안 서쪽의 바다는 오케아누스 옥시덴탈리스(Oceanus Occidentalis), 즉 서쪽 또는 대서양이라고 명명되어 있다. 오케아누스 오리엔탈리스(Oceanus Orientalis, 동쪽 또는 태평양)와 합쳐지는 부분은 위도 측정 막대에 의해 가려져 있다. 이는 아메리카의 위치에 대한 불확실성을 나타내는 것으로 보인다. 아메리카가 대서양(서쪽 대양)에 있는 섬 대륙인지, 아니면 1489년 마르텔루스의 지도나 1492년 마르틴 베하임의 지구본과 같은 이전 지도에 나타난 거대한 인도 상위 반도인지에 대한 불확실성이다.:12–13,49–51
지구본 조각 지도의 진본 사본은 단 네 개만 현존한다. 가장 먼저 재발견된 것은 1871년에 발견되었으며, 현재 미네소타 대학교의 제임스 포드 벨 도서관에 소장되어 있다. 또 다른 사본은 프톨레마이오스 아틀라스 내부에서 발견되었으며, 1990년부터 뮌헨의 바이에른 주립 도서관에 보관되어 있었다. 2018년 2월, 도서관은 지도의 진위 여부를 보다 철저히 검토한 결과, 20세기 전반에 인쇄된 위조품임을 발견했다.
세 번째 사본은 1992년 독일 공공 도서관인 오펜부르크 시립 도서관에서 아리스토텔레스 판본에 묶여 발견되었다. 네 번째 사본은 2003년 유럽 소유주가 발트제뮐러 지도에 관한 신문 기사를 읽다가 발견되었다. 다섯 번째 사본은 2018년에 발견되어 크리스티스 경매를 위해 준비되었으나, 위조품으로 판명되었다. 바이에른 주립 도서관이 소유한 위조 버전과 동일했다.
2012년 7월, 뮌헨 대학교는 LMU 도서관 소장품에서 다른 사본들과 약간 다른 지구본 조각 지도가 발견되었다고 발표했는데, 이는 아마도 인쇄 시기가 더 늦었기 때문일 것이다.
LMU 도서관은 소장 지도의 전자 버전을 온라인으로 제공하고 있다.

## 같이 보기
- 고대 세계 지도
- 카베리오 지도, 1505년에 제작됨.
- 지도학의 역사
- 요하네스 쇠너 지구본, 1520년에 제작됨.
- 가장 비싼 책 및 필사본 목록
- 마파 문디
- 아메리카의 명칭
- 피리 레이스 지도
- 테아트룸 오르비스 테라룸, 최초의 진정한 현대 아틀라스로 간주됨.
- 세계 지도

## 더 읽어보기
- 레스터, 토비: "다시 그려진 세계: 아메리카가 지도에 나타났을 때, 변화한 것은 우주였다", 보스턴 글로브, 2009년 10월 11일
- 레스터, 토비, "아메리카를 지도에 올리다", 스미스소니언, 40권 9호, p. 78, 2009년 12월
- 레스터, 토비: 『세계의 네 번째 부분: 지구적 발견, 제국적 야망, 그리고 아메리카의 탄생에 대한 놀라운 서사시』, 프리 프레스, 2010년, 496쪽. ISBN 1-4165-3534-9.
- McGuirk, Donald L. (2014). 《발트제뮐러 세계 지도(1507년)에 가상된 북아메리카: 크리스토퍼 콜럼버스에 의한 발견 이론》. 《테라 인코그니타》 46. 86–102쪽. doi:10.1179/0082288414Z.00000000034.
- Whitfield, Peter (1998). 〈신세계: 1490–1550〉. 《새로 발견된 땅: 탐험의 역사 속 지도》. 심리학 프레스, 라우틀리지. 53쪽. ISBN 978-0-4159-2026-1. OCLC 38144335. 2014년 4월 20일에 확인함.
- 오모훈드로 초기 아메리카 역사 및 문화 연구소, 윌리엄스버그, 버지니아 (2011).  마틴 브루크너, 편집. 《초기 아메리카 지도 제작》 삽화판. 채플힐, 노스캐롤라이나주: 노스캐롤라이나 대학교 출판부 도서. ISBN 978-0-8078-3469-5. OCLC 761014612. 2014년 4월 24일에 확인함.
- Blanding, Michael (2017년 12월 10일). “전문가들이 이것이 아메리카의 희귀한 첫 지도가 아니라고 믿는 이유”. 《뉴욕 타임스》. 2017년 12월 12일에 확인함.
- Chet Van Duzer, "Waldseemüller's World Maps of 1507 and 1516: Sources and Development", The Portolan, No.1, Winter 2012, pp. 8–20.
- 마르틴 레만 (편저), Der Globus mundi Martin Waldseemüllers aus dem Jahre 1509: Text, Übersetzung, Kommentar, 베를린, 프라이부르크 임 브라이스가우, 롬바흐 출판사, 2016.